# Herrarnas åtta med styrman i rodd vid olympiska sommarspelen 1992
Herrarnas åtta med styrman i rodd vid olympiska sommarspelen 1992 avgjordes mellan den 28 juli och 2 augusti 1992.

## Medaljörer
| Gren             | Guld | Silver | Brons |
| Åtta med styrman | Kanada Darren Barber Andrew Crosby Michael Forgeron Robert Marland Terence Paul Derek Porter Michael Rascher Bruce Robertson John Wallace | Rumänien Iulica Ruican Viorel Talapan Vasile Nastase Claudiu Marin Dănuţ Dobre Valentin Robu Vasile Mastacan Ioan Vizitiu Marin Gheorghe | Tyskland Roland Baar Armin Eichholz Detlef Kirchhoff Manfred Klein Bahne Rabe Frank Richter Hans Sennewald Thorsten Streppelhoff Ansgar Wessling |

## Resultat

### A-final
| Placering | Roddare | Land           | Tid     |
| --------- | --- | -------------- | ------- |
| 1         | Darren Barber, Andrew Crosby, Michael Forgeron, Robert Marland, Terence Paul, Derek Porter, Michael Rascher, Bruce Robertson och John Wallace      | Kanada         | 5:29,53 |
| 2         | Iulica Ruican, Viorel Talapan, Vasile Nastase, Claudiu Marin, Dănuţ Dobre, Valentin Robu, Vasile Mastacan, Ioan Vizitiu och Marin Gheorghe         | Rumänien       | 5:29,67 |
| 3         | Roland Baar, Armin Eichholz, Detlef Kirchhoff, Manfred Klein, Bahne Rabe, Frank Richter, Hans Sennewald, Thorsten Streppelhoff och Ansgar Wessling | Tyskland       | 5:31,00 |
| 4         | Mike Teti, Chris Sahs, Scott Munn, Jeff Klepacki, Rob Shepherd, Malcolm Baker, Richard Kennelly, Jr., John Parker och Michael Moore                | USA            | 5:33,18 |
| 5         | Simon Spriggs, Peter Murphy, Wayne Diplock, Jaime Fernandez, Ben Dodwell, Sam Patten, Bo Hanson, Robert Scott och David Colvin                     | Australien     | 5:33,72 |
| 6         | Martin Cross, Tim Foster, Richard Phelps, Jim Walker, Ben Hunt-Davis, Stephen Turner, Rupert Obholzer, Jonathan Singfield och Adrian Ellison       | Storbritannien | 5:39,92 |